# Kaminwurzen
Il Kaminwurzen o Kaminwurz (letteralmente "salamino affumicato") è un tipico prodotto originario del Trentino-Alto Adige.

## Descrizione
Essi vengono leggermente affumicati e asciugati in un'aria secca. Per lo più tale salsiccia/salame è composta da carne magra di manzo e speck di maiale. A volte si possono trovare anche Kaminwurzen di altre carni, come ad esempio di agnello, di capra di capriolo o di cervo. Alla loro composizione e alla loro affumicatura vengono inoltre aggiunte alcune spezie naturali che gli donano un gusto aromatico.Esiste anche una variante alla paprika che conferisce una nota piccante al kaminwurz
Il nome kaminwurz deriva dal fatto che l'affumicatura veniva solitamente effettuata nei camini delle case o in un'apposita camera di affumicatura.